# Route 142 (Nouvelle-Écosse)
Pour les articles homonymes, voir Route 142.
La route 142 est une route principale de la Nouvelle-Écosse, dans la série 100, située dans le nord-ouest de la province. Elle traverse une région plutôt agricole et boisée, dans le comté de Cumberland. Elle ne mesure que 6 km (3,7 mi), faisant de la route 142 la plus courte route de la série 100.

## Description du tracé

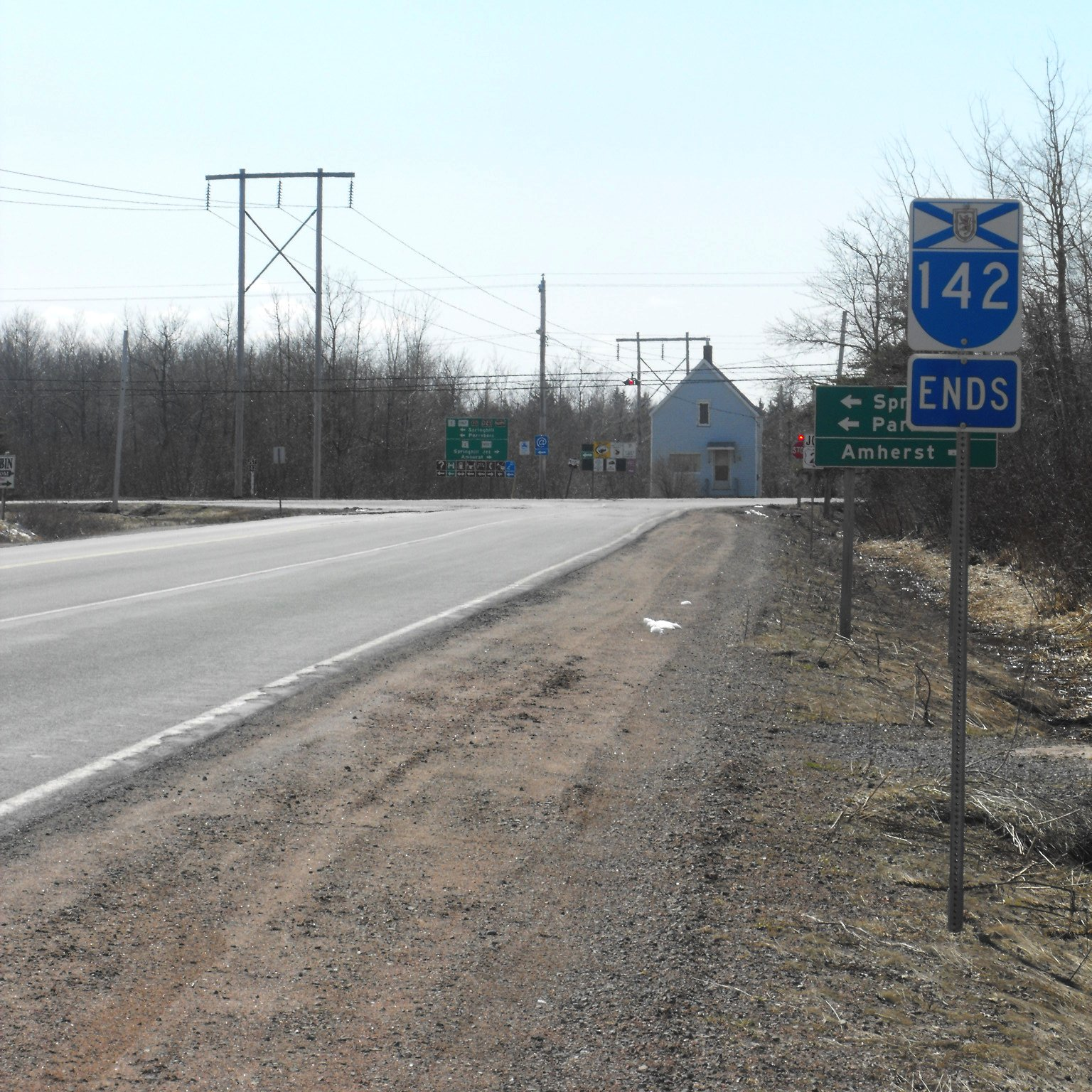
Le terminus ouest de la route 142 à Springhill.

La route 142 débute à l'intersection avec la route 2 à Springhill et se dirige vers le nord-est sur la totalité de son parcours. Elle prend fin à la sortie 5 de la route 104 à Salt Springs Station.
La route 142 agit comme route collectrice, reliant la route 104 à la communauté de Springhill.

## Histoire
La route 142 fut construite en 1960, après une entente provinciale avec les résidents de Springhill, qui étaient déçus de savoir que leur communauté n'allait pas être directement desservie par la Route transcanadienne.

## Intersections majeures
| Comté      | Ville      | km   | Destinations                                           | Notes                    |
| ---------- | ---------- | ---- | ------------------------------------------------------ | ------------------------ |
| Cumberland | Springhill | 0,00 | Route 2 – Springhill, Parrsboro, Amherst               |                          |
| Cumberland |            | 6,10 | Route 104 – Truro, Halifax, Amherst, Nouveau-Brunswick | Sortie 5 de la Route 104 |
|            |            |      |                                                        |                          |